# Praça das Armaduras

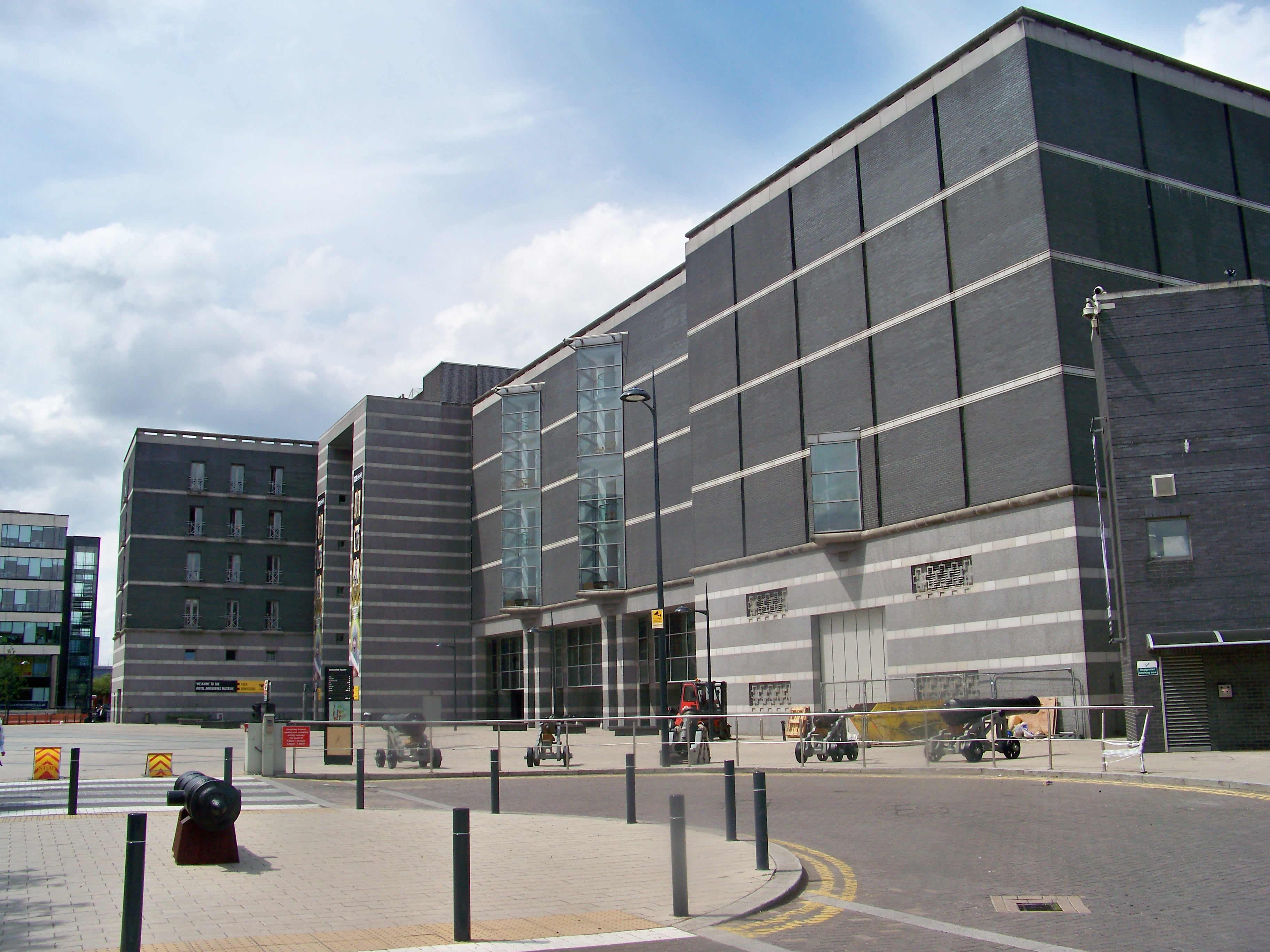
Praça das Armaduras com o Museu Real das Armaduras em Leeds.

A Praça das Armaduras (em inglês:  Armouries Square) é uma grande praça pública no centro de Leeds, West Yorkshire, no Reino Unido, adjacente ao Museu Real das Armaduras, que lhe deu o nome.
Foi inaugurado como parte de um projeto de regeneração que buscava atualizar a área ao redor da Doca de Leeds, com a praça sendo uma área de exposição permanente para exibições do Royal Armouries Museum.